# TOUR 2005 "Golden Tears"
『TOUR 2005"Golden Tears"』（ツアー・2005・ゴールデン・ティアーズ）は、BONNIE PINKのライブ・ビデオである。2006年8月23日発売。発売元はワーナーミュージック・ジャパン。規格コードはWPBL-90079。

## 概要
2005年10月23日、東京厚生年金会館で行なわれた｢BONNIE PINK TOUR 2005"Golden Tears"｣の模様をアンコールを含め18曲収録。他に全国TOURのオフショットや、ライブの『opening movie』など、特典映像も収録されている。
初回限定盤には｢Golden Tears 涙型 携帯クリーナー｣が封入されており、応募特典として｢アメリカン・アパレル製 特製ツアースタッフジャケット｣が抽選で100名に当たる応募券も付いていた。
また、インナーの裏面がBONNIE PINKの大型ポスターになっている。

## 収録映像

### LIVE映像
1. Coast to Coast
2. Wildflower
3. 日々草
4. Addiction
5. Robotomy
6. I just want you to be happy
7. Paradiddle-free
8. Rise and Shine
9. Believe
10. Cotton Candy
11. Building A Castle
12. Only For Him
13. Private Laughter
14. Heaven's Kitchen
15. So Wonderful
16. You Got Me Good
17. Tonight, the Night
18. Do You Crash?
  - （ディレクター：松本剛）

## 特典映像
- off shot
- opening movie
- commentary